# Liste der Unterrichtungstafeln in Deutschland an Bundesstraßen
Diese Liste enthält die touristischen Unterrichtungstafeln an deutschen Bundesstraßen.

## B 2
| Fahrtrichtung nach Süden | Kilometer | Fahrtrichtung nach Norden                                    |
| ------------------------ | --------- | ------------------------------------------------------------ |
|                          | ??,?      | Käthe-Kruse-Puppen-Museum Historische Reichsstadt Donauwörth |
|                          | ??,?      | Ballonmuseum Gersthofen                                      |

## B 3
| Fahrtrichtung nach Süden               | Kilometer | Fahrtrichtung nach Norden              |
| -------------------------------------- | --------- | -------------------------------------- |
| Universitätsstadt Marburg              | ??,?      |                                        |
|                                        | ??,?      | Universitätsstadt Marburg              |
| Festspiel- und Quellenstadt Bad Vilbel | ??,?      |                                        |
|                                        | ??,?      | Festspiel- und Quellenstadt Bad Vilbel |

## B 6
| Fahrtrichtung nach Süden                     | Kilometer | Fahrtrichtung nach Norden                    |
| -------------------------------------------- | --------- | -------------------------------------------- |
| Goslar am Rammelsberg Weltkulturerbe         | ??,?      |                                              |
| Schönster Wochenmarkt Europas Nienburg/Weser | ??,?      |                                              |
|                                              | ??,?      | Schönster Wochenmarkt Europas Nienburg/Weser |

## B 9
| Fahrtrichtung nach Süden | Kilometer | Fahrtrichtung nach Norden            |
| ------------------------ | --------- | ------------------------------------ |
|                          | ??,?      | Burg Sooneck                         |
|                          | ??,?      | Schloss Stolzenfels                  |
|                          | ??,?      | Römische Terra Sigillata Rheinzabern |

## B 25
| Fahrtrichtung nach Süden                                     | Kilometer | Fahrtrichtung nach Norden |
| ------------------------------------------------------------ | --------- | ------------------------- |
| Käthe-Kruse-Puppen-Museum Historische Reichsstadt Donauwörth | ??,?      |                           |

| Fahrtrichtung nach Süden                       | Kilometer | Fahrtrichtung nach Süden |
| ---------------------------------------------- | --------- | ------------------------ |
| Geopark Ries Europas Riesiger Meteoritenkrater | ??,?      |                          |

## B 29
| Fahrtrichtung nach Osten  | Kilometer | Fahrtrichtung nach Westen |
| ------------------------- | --------- | ------------------------- |
| Stauferland Kloster Lorch | ??,?      |                           |
|                           | ??,?      | Stauferland Kloster Lorch |

## B 30
| Fahrtrichtung nach Süden            | Kilometer | Fahrtrichtung nach Norden           |
| ----------------------------------- | --------- | ----------------------------------- |
| Schloss Großlaupheim                | ??,?      |                                     |
|                                     | ??,?      | Schloss Großlaupheim                |
| Öchsle Museumsbahn                  | ??,?      |                                     |
|                                     | ??,?      | Öchsle Museumsbahn                  |
| Historische Innenstadt Biberach Riß | ??,?      |                                     |
|                                     | ??,?      | Historische Innenstadt Biberach Riß |

## B 40
| Fahrtrichtung nach Westen | Kilometer | Fahrtrichtung nach Osten |
| ------------------------- | --------- | ------------------------ |
|                           | ??,?      | Altstadt Höchst          |

## B 41
| Fahrtrichtung nach Westen | Kilometer | Fahrtrichtung nach Osten |
| ------------------------- | --------- | ------------------------ |
| Naturpark Soonwald-Nahe   | ??,?      |                          |
|                           | ??,?      | Naturpark Soonwald-Nahe  |

## B 42
| Fahrtrichtung nach Süden                    | Kilometer | Fahrtrichtung nach Norden                   |
| ------------------------------------------- | --------- | ------------------------------------------- |
| Schloss Engers Villa Musica                 | ??,?      |                                             |
|                                             | ??,?      | Schloss Engers Villa Musica                 |
| Marksburg im Welterbe Oberes Mittelrheintal | ??,?      |                                             |
|                                             | ??,?      | Marksburg im Welterbe Oberes Mittelrheintal |
|                                             | ??,?      | Burg Pfalzgrafenstein                       |
| Sekt • Rosen • Gutenberg Eltville am Rhein  | ??,?      |                                             |
|                                             | ??,?      | Sekt • Rosen • Gutenberg Eltville am Rhein  |
|                                             | ??,?      | Rheingau Musik Festival                     |
| TAUNUS WUNDERLAND Freizeitpark              | ??,?      |                                             |
|                                             | ??,?      | TAUNUS WUNDERLAND Freizeitpark              |

## B 43a
| Fahrtrichtung nach Süden | Kilometer | Fahrtrichtung nach Norden |
| ------------------------ | --------- | ------------------------- |
| Altstadt Steinheim       | 605,0     |                           |

## B 45
| Fahrtrichtung nach Süden | Kilometer | Fahrtrichtung nach Norden |
| ------------------------ | --------- | ------------------------- |
|                          | 99,5      | Altstadt Steinheim        |

## B 49
| Fahrtrichtung nach Westen    | Kilometer | Fahrtrichtung nach Osten     |
| ---------------------------- | --------- | ---------------------------- |
| Wetzlar Historische Altstadt | ??,?      |                              |
| Schloss Braunfels            | ??,?      |                              |
|                              | ??,?      | Schloss Braunfels            |
| Schloss Weilburg an der Lahn | ??,?      |                              |
|                              | ??,?      | Schloss Weilburg an der Lahn |
|                              | ??,?      | Fürstenstadt Hadamar         |

## B 50
| Fahrtrichtung nach Westen                | Kilometer | Fahrtrichtung nach Osten                 |
| Autobahnkreuz Wittlich                   |           |                                          |
| ---------------------------------------- | --------- | ---------------------------------------- |
| Wittlicher Land zwischen Mosel und Eifel |           |                                          |
|                                          |           | Wittlicher Land zwischen Mosel und Eifel |
| Moseltal                                 |           |                                          |
|                                          |           | Moseltal                                 |
| Hunsrück                                 |           |                                          |
| Naturpark Soonwald-Nahe                  | ??,?      |                                          |
|                                          | ??,?      | Naturpark Soonwald-Nahe                  |
| Rheinböllen                              |           |                                          |

## B 51
| Fahrtrichtung nach Süden         | Kilometer | Fahrtrichtung nach Norden        |
| -------------------------------- | --------- | -------------------------------- |
| Historischer Ortskern Kronenburg | ??,?      |                                  |
|                                  | ??,?      | Historischer Ortskern Kronenburg |

## B 96
| Fahrtrichtung nach Süden | Kilometer | Fahrtrichtung nach Norden             |
| ------------------------ | --------- | ------------------------------------- |
|                          | 516,0     | Meeresmuseum Stralsund                |
|                          | ???,?     | Gedenkstätte und Museum Sachsenhausen |

## B 178
| Fahrtrichtung nach Süden       | Kilometer | Fahrtrichtung nach Norden   |
| ------------------------------ | --------- | --------------------------- |
| Hans Scharoun Haus Schminke    | ???,?     |                             |
|                                | ???,?     | Hans Scharoun Haus Schminke |
| Löbauer Berg Gusseiserner Turm | ???,?     |                             |

## B 210
| Fahrtrichtung nach Westen | Kilometer | Fahrtrichtung nach Osten      |
| ------------------------- | --------- | ----------------------------- |
|                           | ???,?     | Historische Altstadt Wittmund |

## B 299
| Fahrtrichtung nach Süden                      | Kilometer | Fahrtrichtung nach Norden                     |
| --------------------------------------------- | --------- | --------------------------------------------- |
| Klosterburg Kastl                             | ???,?     |                                               |
|                                               | ???,?     | Klosterburg Kastl                             |
| Historisches Berching im Naturpark Altmühltal | ???,?     |                                               |
|                                               | ???,?     | Historisches Berching im Naturpark Altmühltal |

## B 417
| Fahrtrichtung nach Süden | Kilometer | Fahrtrichtung nach Norden |
| ------------------------ | --------- | ------------------------- |
|                          | ???,?     | Jagdschloss Platte        |